# Gastein Ladies
A Gastein Ladies egy évente megrendezett női tenisztorna volt az ausztriai Bad Gastein városában. A verseny International kategóriájú, összdíjazása 220 000 amerikai dollár. A mérkőzéseket salakos pályákon játsszák. Az első tornát 2007-ben tartották meg, amelyen az olasz Francesca Schiavone győzött. Az utolsó versenyre 2015-ben került sor, amelyen az ausztrál Samantha Stosur győzött. 

## Döntők

### Egyes
| Év   | Győztes                     | Ellenfél a döntőben      | Eredmény a döntőben |
| ---- | --------------------------- | ------------------------ | ------------------- |
| 2015 | Samantha Stosur             | Karin Knapp              | 3–6, 7–6(3), 6–2    |
| 2014 | Andrea Petković             | Shelby Rogers            | 6–3, 6–3            |
| 2013 | Yvonne Meusburger           | Andrea Hlaváčková        | 7–5, 6–2            |
| 2012 | Alizé Cornet                | Yanina Wickmayer         | 7–5, 7–6(1)         |
| 2011 | María José Martínez Sánchez | Patricia Mayr-Achleitner | 6–0, 7–5            |
| 2010 | Julia Görges                | Bacsinszky Tímea         | 6–1, 6–4            |
| 2009 | Andrea Petković             | Raluca Olaru             | 6–2, 6–3            |
| 2008 | Pauline Parmentier          | Lucie Hradecká           | 6–4, 6–4            |
| 2007 | Francesca Schiavone         | Yvonne Meusburger        | 6–1, 6–4            |

### Páros
| Év   | Győztesek                              | Ellenfelek a döntőben                  | Eredmény a döntőben |
| ---- | -------------------------------------- | -------------------------------------- | ------------------- |
| 2015 | Danka Kovinić Stephanie Vogt           | Lara Arruabarrena Lucie Hradecká       | 4–6, 6–4, [10–3]    |
| 2014 | Karolína Plíšková Kristýna Plíšková    | Andreja Klepač Maria Tereza Torró Flor | 4–6, 6–3, [10–6]    |
| 2013 | Sandra Klemenschits Andreja Klepač     | Kristina Barrois Eléni Danjilídu       | 6–1, 6–4            |
| 2012 | Jill Craybas Julia Görges              | Anna-Lena Grönefeld Petra Martić       | 6–7(4), 6–4, [11–9] |
| 2011 | Lucie Hradecká Eva Birnerová           | Jarmila Gajdošová Julia Görges         | 4–6, 6–2, [12–10]   |
| 2010 | Anabel Medina Garrigues Lucie Hradecká | Tathiana Garbin Bacsinszky Tímea       | 6–7(2), 6–1, [10–5] |
| 2009 | Andrea Hlaváčková Lucie Hradecká       | Tatjana Malek Andrea Petković          | 6–2, 6–4            |
| 2008 | Andrea Hlaváčková Lucie Hradecká       | Szeszil Karatancseva Nataša Zorić      | 6–3, 6–3            |
| 2007 | Renata Voráčová Lucie Hradecká         | Szávay Ágnes Vladimíra Uhlířová        | 6–3, 7–5            |